# Anna Semenovič
Anna Grigor'evna Semenovič (in russo Анна Григорьевна Семенович?; Mosca, 1º marzo 1980) è una pattinatrice, ballerina e cantante russa.

## Biografia
All'inizio della sua carriera, ha gareggiato nella danza su ghiaccio insieme a Denis Samokhin. I due hanno partecipato a due Campionati del Mondo Juniores, piazzandosi 8º nel 1993 e 7° nel 1994. Dopo una breve collaborazione con il pattinatore Maxim Kachanov, con cui è arrivata quinta ai Goodwill Games del 1994, ha collaborato con Vladimir Fëdorov nel 1995. I due hanno vinto il Finlandia Trophy due volte e ha gareggiato nel Grand Prix ISU di pattinaggio di figura. Nel 1998 hanno gareggiato ai Campionati del Mondo 1998, dove si sono piazzati 15°. La loro partnership si è conclusa nel 1999 e la Semenovič ha collaborato con Roman Kostomarov per una stagione. Con Kostomarov, ha gareggiato sia ai Campionati Europei del 2000 che ai Campionati del Mondo del 2000.
Dopo il suo ritiro dal mondo del pattinaggio, ha intrapreso la carriera di cantante e attrice. Tra il 2003 e il 2007 è stato membro del gruppo musicale Blestjaščie e un anno dopo ha pubblicato il suo album di debutto da solista intitolato Slukhi. Nel 2009 ha partecipato alla preselezione dell'Eurovision song contest con il singolo Na morya.
Come attrice, ha recitato in alcune pellicole, tra cui nel film del 2008 Hitler Kaput!.

## Palmarès
GP: Gare comprese nelle Champions Series dal 1995; rinominate Grand Prix nel 1998

### Con Samokhin
| Internazionali             | Internazionali | Internazionali | Internazionali |
| Evento                     | 1992–93        | 1993–94        | 2000–01        |
| -------------------------- | -------------- | -------------- | -------------- |
| Campionati mondiali junior | 8°             | 7°             |                |
| Autumn Trophy              | 5° J.          |                |                |
| Nazionali                  |                |                |                |
| Campionati russi           |                |                | 4°             |

### Con Roman Kostomarov
| Internazionali      | Internazionali |
| Event0              | 1999–2000      |
| ------------------- | -------------- |
| Campionati mondiali | 13°            |
| Campionati europei  | 10°            |
| GP Cup of Russia    | 4°             |
| Nazionali           |                |
| Campionati russi    | 2°             |

### Con Fedorov
| Internazionali                           | Internazionali | Internazionali | Internazionali | Internazionali |
| Evento                                   | 1995–96        | 1996–97        | 1997–98        | 1998–99        |
| ---------------------------------------- | -------------- | -------------- | -------------- | -------------- |
| Campionati mondiali                      |                |                | 15°            |                |
| GP Cup of Russia                         |                |                | 4°             |                |
| GP NHK Trophy                            | 3°             | 7°             |                |                |
| GP Skate America                         |                |                | 3°             | 4°             |
| GP Skate Canada                          |                | 6°             |                |                |
| GP Trophée Lalique                       |                |                |                | 4°             |
| Finlandia Trophy                         |                | 1°             | 1°             |                |
| Centennial On Ice                        | 6°             |                |                |                |
| Lysiane Lauret Challenge\|Lysiane Lauret |                | 2°             |                |                |
| Autumn Trophy                            |                | 3°             |                |                |
| Nazionali                                |                |                |                |                |
| Campionati russi                         |                |                | 3°             | 4°             |

### Con Kachanov
| Evento         | 1994–1995 |
| -------------- | --------- |
| Goodwill Games | 5°        |